# Anne Defréville
Anne Defréville, également connue sous le nom de Anne Bénoliel Defréville  (née en 1976) est une auteure, graphiste, illustratrice et naturaliste française, dans les domaines de la bande dessinée, de la littérature jeunesse et de la vulgarisation scientifique, engagée pour la défense de l'environnement. Elle est lauréate du Prix Mouans-Sartoux 2019 du livre engagé pour la planète et du Prix Artemisia 2020 de l'environnement.

## Biographie

### Enfance et formation
Anne Defréville est française, d’origine juive séfarade d'Algérie par son père et catholique normande par sa mère, bien qu'elle n'ait jamais été baptisée. 
Elle grandit à Aix-en-Provence.
Elle suit une formation à École Supérieure des Beaux Arts de Marseille,.

### Carrière
En 1998, très vite passionnée par les questions environnementales, elle commence sa carrière d'illustratrice pour le Centre d'Immunologie de Marseille (CNRS-INSERM), en réalisant des dessins de vulgarisation scientifique,.
Puis elle s'installe à Paris où elle devient directrice artistique dans l’édition pendant quinze ans.
De 2011 à 2014, elle tient la chronique BD Dans la peau d'Anne dans Madame Figaro pocket.
À partir de 2013, elle quitte son poste de directrice artistique et devient indépendante pour se consacrer à la réalisation de bandes dessinées et d’illustrations autour de la protection de la biodiversité et la lutte contre le changement climatique. Elle collabore notamment avec des ONG au sein desquelles elle puise informations scientifiques et inspiration artistique. Elle se forme également aux techniques de fresque à la chaux et peintures naturelles.
En 2019, elle écrit L’Age bleu, un roman graphique d’anticipation et d’humour sur la crise écologique des fonds marins,. Le livre reçoit le Prix Mouans-Sartoux 2019 du livre engagé pour la planète et le Prix Artemisia 2020 de l'environnement.
Dans son livre, Le Journal anthropique de la cause animale, paru chez Futuropolis en 2022, elle évoque ses prises de conscience écologique lors de ses recherches.
En 2023 parait aux éditions Futuropolis SEFARDIM, l'épopée d'une famille juive durant 3000 ans. Le livre raconte les conséquences de l'annonce du roi d’Espagne Felipe VI qui avait expliqué en 2015 aux descendants des juifs expulsés d'Espagne en 1492 qu'ils pourraient retrouver la nationalité espagnole de leurs ancêtres, à condition de prouver leurs liens avec l’Espagne et leur descendance directe avec des séfarades expulsés il y a cinq siècle. Dans ce livre, Anne Defréville réalise un travail généalogique pour prouver que sa famille a bien été expulsée d'Espagne en 1492 et illustre ses difficultés, à commencer par le fait qu'elle ne peut pas être considérée comme juive puisque sa mère est catholique.
Parallèlement, elle anime un blog illustré, nommé Arsenic et petites bretelles, teinté d'humour,. Elle enseigne également l’art et le design dans plusieurs écoles, dont les Gobelins, l'école de l'image et l'école supérieure de design, l’ESDAC.

## Œuvres
Elle est publiée dans la presse et l’édition, dans les secteurs BD, jeunesse, écologie, pratique et bien-être. Elle participe à de nombreuses œuvres,,, dont :

### Auteure et dessinatrice
- Maman surbookée, le grand défi, City éditions (2012)
- Linogravure et techniques d'impression, éditions Le Temps apprivoisé (2016)
- Péripéties d'une pêche impromptue, Maison Eliza (2017)
- Big Bang embabouinage, Maison Eliza (2018)
- L'âge bleu : sauver l’océan, préfacé par Claire Nouvian, paru aux éditions Buchet-Chastel, 2019
- Journal anthropique de la cause animale, paru aux éditions Futuropolis (2022)
- Mémoire d'un cétacé, biologie, écologie, conservation, paru dans la collection Octopus des éditions Delcourt (2023)
- SEFARDIM, l'épopée d'une famille juive durant 3000 ans, paru aux éditions Futuropolis (2023)
- Le meilleur des deux mondes, avec Alice Desbiolles, Futuropolis/Cité des Sciences et de l'Industrie (2025)

### Illustratrice
- Les fées, Les souhaits ridicules. de Charles Perrault- illustré par Anne Defréville. - [1] éditions Clochette (2014)
- L'incroyable voyage du lutin-parapluie, éditions Olivetan(2016)
- Demain, c'est ma première rentrée, éditions Clochette (2017)
- Et si on se mariait (2017)
- Petit décodeur illustré de l'organisation, éditions Mango (2018)
- La confiance en soi, ça se muscle !  éditions Mango (2018)
- Ralentissez (2018)
- Ma boîte à outils pour organiser & ré-enchanter ma vie de famille (2018)
- Les incroyables rencontres du lutin-parapluie, éditions Olivetan(2019)
- Le Petit Roi de Marie Tibi, éditions Olivetan(2019)
- "Même pas bêtes ! la reproduction" de F. Kesri et M. Cymes, éditions Glénat (2021)
- Le Lion de Joseph Kessel, Futuropolis 2024

## Distinctions
Pour L’âge bleu – sauver l’océan, paru aux éditions Buchet-Chastel.
- 2020 : Prix Artémisia de l’environnement
- 2019 : Prix Mouans-Sartoux du livre engagé pour la planète